# Friedhof Solln

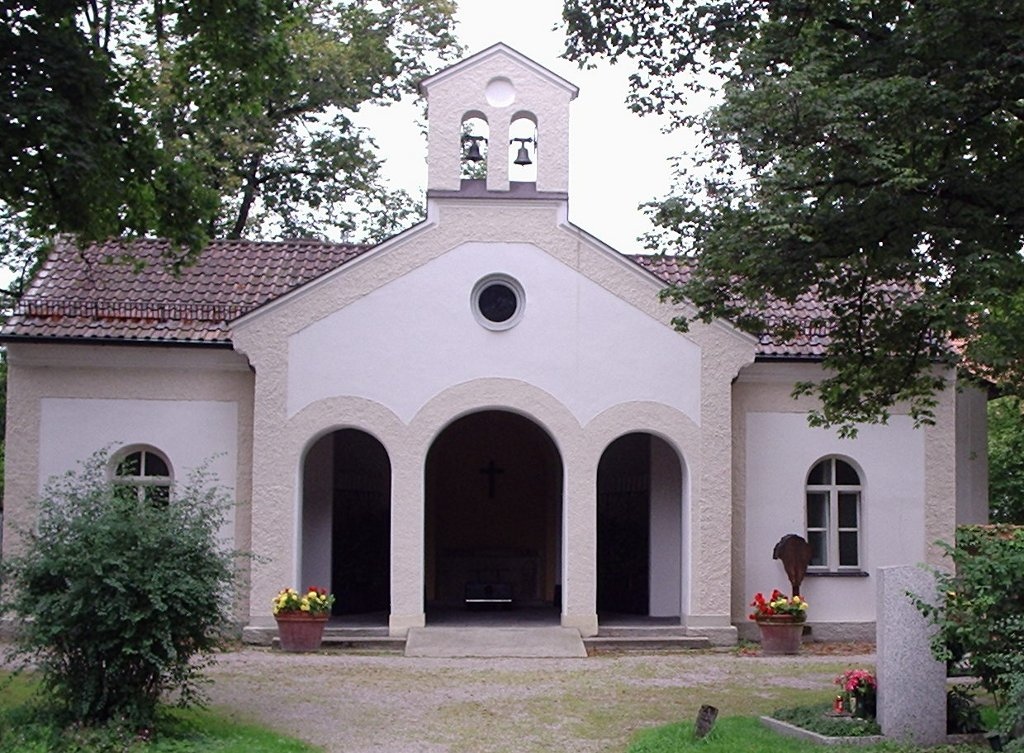
Friedhofsgebäude des Friedhofs Solln

Der Friedhof Solln ist ein Friedhof im Münchner Stadtteil Solln.

## Lage
Der Friedhof liegt am Friedhofweg 1, unweit der südlich gelegenen katholischen Pfarrkirche St. Johann Baptist. Er hat eine Fläche von 0,37 Hektar und etwa 420 Grabstätten.

## Geschichte
Der Friedhof wurde von 1879 bis 1883 angelegt, nachdem der heute nicht mehr existierende Dorffriedhof um die alte Sollner Kirche zu klein geworden war. 1936 wurde der Friedhof Solln seinerseits zu klein für die Gemeinde Solln und ein neuer Friedhof im Ortsteil Warnberg angelegt, der Waldfriedhof Solln. 1938 wurde Solln nach München eingemeindet.
Der Friedhof Solln wird heute noch für Bestattungen benutzt, sofern alte Grabstätten frei werden. Er ist nicht ständig besetzt und wird, wie auch der Waldfriedhof Solln, vom alten Teil des Münchner Waldfriedhofs mitverwaltet.

## Bauwerk
Das neuromanische Friedhofsgebäude wurde 1879/80 von Johann Grimm erbaut. Der kleine, rechteckige Friedhof ist von einer Mauer umschlossen. In seiner Mitte verläuft ein Weg vom Friedhofsgebäude zu einem Holzkruzifix. Zu dessen Seiten befinden sich einfache, dicht aneinanderliegende Grabstätten.
Auf dem Friedhof befinden sich noch Grabdenkmäler aus dem späten 19. und frühen 20. Jahrhundert. Am Eingang des Friedhofs befindet sich eine am Friedhofsgebäude angebrachte Gedenkplatte für den Bildhauer August Drumm mit einem Bronzerelief, das einen Christuskopf darstellt und 1902 vom Künstler selbst geschaffen wurde. Drumm hatte sein inzwischen aufgelöstes Grab auf dem Friedhof Solln.

## Gräber bekannter Personen

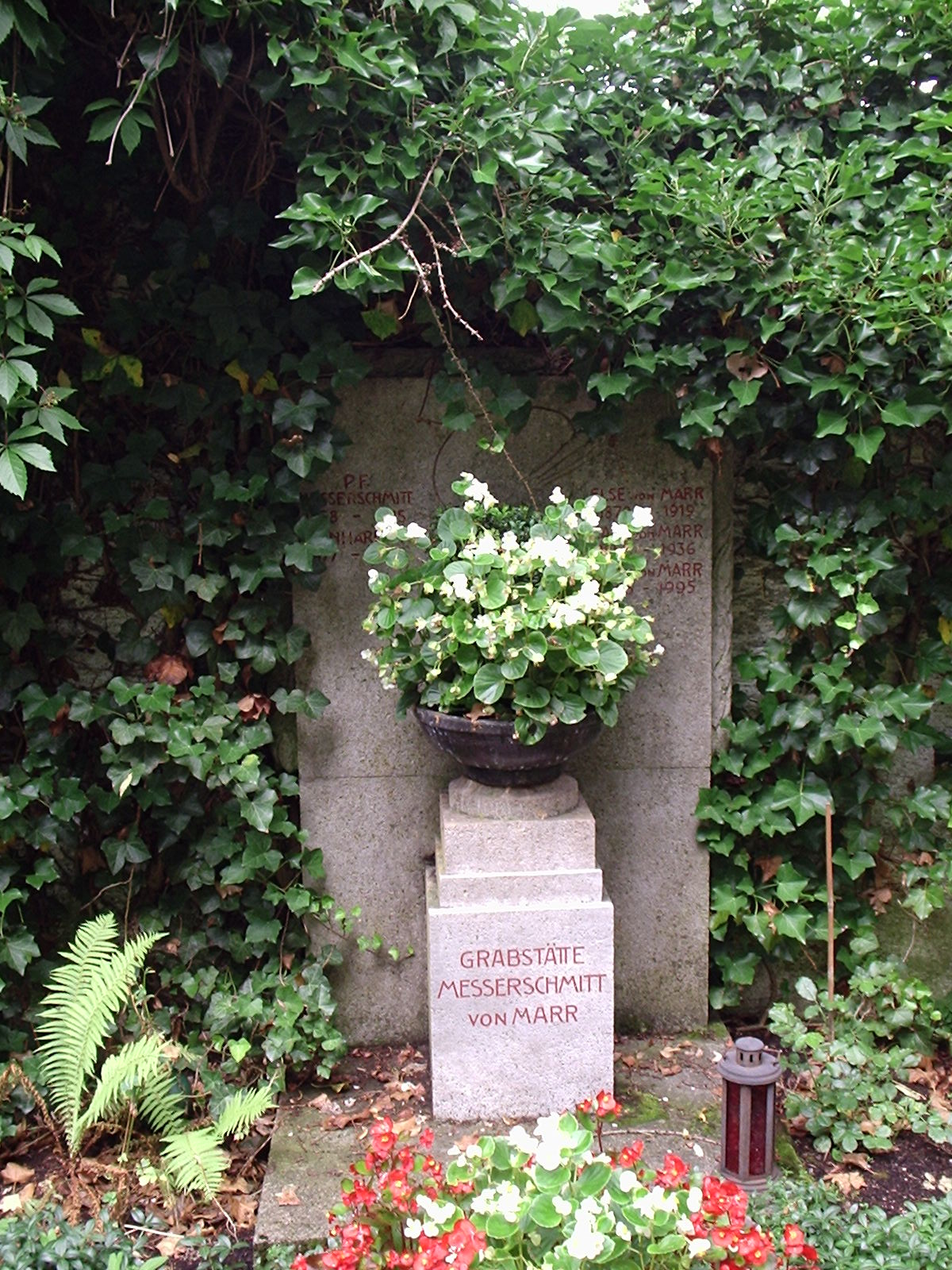
Grabstätte der Maler Pius Ferdinand Messerschmitt und Carl von Marr

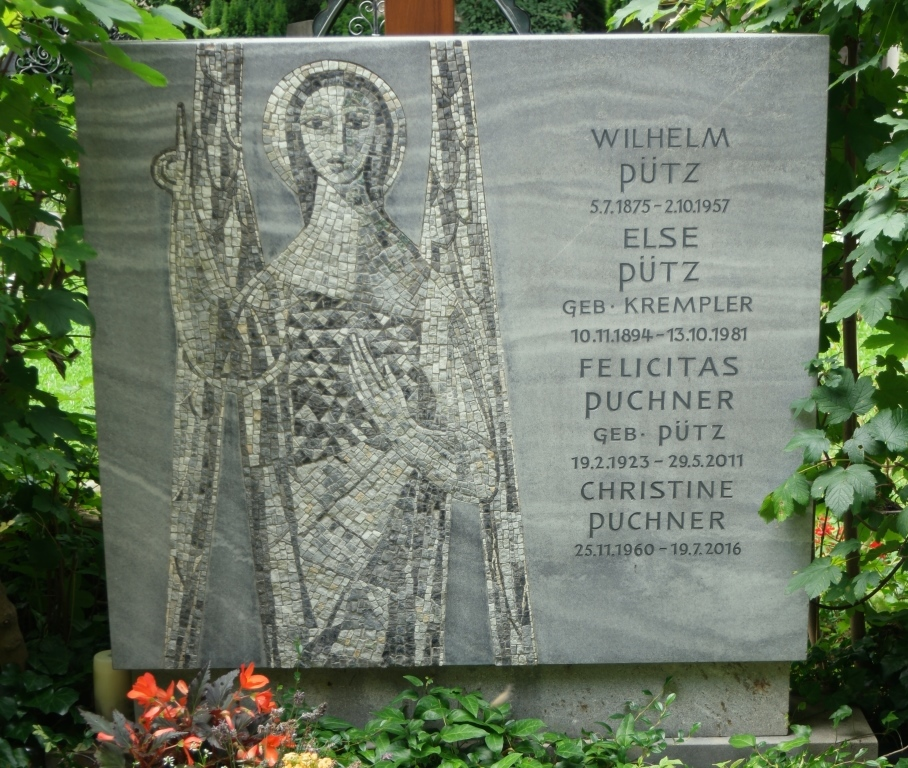
Grab des Künstlers Wilhelm Pütz

- Gotthard Bauer (1887–1976), Maler, Grabstätte M-168
- August Drumm (1862–1904), Bildhauer, Gedenkplatte an der Friedhofskapelle (Grab aufgelassen)
- Walther von Dyck (1856–1934), Mathematiker, Grabstätte 3-2-163/164
- Wilhelm Eichheim (1891–1979), Bildhauer und Kunstschmied, Grabstätte 1-5-29
- Ernst Otto Fischer (1918–2007), Chemie-Nobelpreisträger
- Karl Tobias Fischer (1871–1953), Physiker
- Mark Lothar (1902–1985), Komponist, Grabstätte 03-102
- Carl von Marr (1858–1936), Maler
- Pius Ferdinand Messerschmitt (1858–1915), Maler
- Antonio Montemezzo (1841–1898), Maler, Grabstätte M-169 (Grab aufgelassen)
- Vittorio Montemezzo (1883–1963), Bildhauer, Grabstätte M-169 (Gedenkstätte)
- Carl Muth (1867–1944), Publizist
- Franz Mikorey (1907–1986), Bildhauer
- Kurt Neubauer (1899–1923), Teilnehmer am Hitlerputsch[2]
- Albert Pietzsch (1874–1957), Unternehmer
- Wilhelm Pütz (1875–1957), Maler und Mosaikkünstler
- Simon Theodor Rauecker (1854–1940), Maler und Mosaikkünstler, Grabstätte 3-1-130 (Grab aufgelassen)
- Richard Schaeffler (1926–2019), Philosoph
- Bastian Schmid (1870–1944), Verhaltensforscher, Grabstätte M-43
- Senta Maria Schmid (1908–1992), Tänzerin und Choreografin, Grabstätte M-43
- Manfred Schröter (1880–1973), Philosoph, Professor an der TU-München
- Ernst Schweninger (1850–1924), Mediziner, Grabstätte M-29
- Heinrich Wirsing (1875–1948), Bildhauer